# Джаван, Али
Али Джаван (перс. ‎и азерб. علی جوان, англ. Ali Javan; 26 декабря 1926, Тегеран, Иран — 12 сентября 2016, Лос-Анджелес, Калифорния, США) — американский физик азербайджанского происхождения.
Член Национальной академии наук США (1974). Получил премию имени Альберта Эйнштейна за вклад во всемирную науку. Али Джаван — признанное светило в области лазеров и квантовой электроники, автор многочисленных исследований в области лазерной теле- и радиосвязи. Изобретатель «газового лазера» (1960).

## Биография
Родился в азербайджанской семье на территории Ирана. Его родители были родом из Тебриза. Учился в Тегеранском университете (1947—1948). В 1948 году переехал в США, где в 1954 году получил степень доктора философии. В 1958—1961 годах работал в Bell Telephone Labarotories в Нью-Джерси. С 1960 — в Массачусетском технологическом институте, где в 1964 году и получил звание профессора.
Исследования относятся к квантовой электронике и её применениям, лазерной спектроскопии. Положил начало нелинейной спектроскопии. В 1959 году Али Джаван публикует статью в журнале Physical Review Letters, предлагая построить первый газовый, непрерывный лазер, открыв тем самым новую область квантовой электроники — нелинейную спектроскопию. В 1960 году построил газовый лазер, совместно с У. Беннетом и Д. Эрриотом. 13 декабря 1960 года состоялся первый телефонный разговор посредством лазерного луча.
В 1963 году с Ч. Таунсом повторил опыт Майкельсона — Морли, используя гелий-неоновый лазер, с У. Беннетом и У. Лэмбом обнаружил (1963) явление резонансного падения выходной мощности лазера в центре линии усиления («провал Лэмба»). В 1966 году построил теорию эффекта пересечения мод и наблюдал его в 1969 году. Газовый лазер был первым непрерывно-легким лазером, который сделал возможным его использование в телекоммуникационной промышленности технологии волоконной оптики. Изобретение Али Джавана явилось новой вехой в развитии новых технологий в области телекоммуникаций, сделало голографию практичной, а также используется в кодовых контроллерах UPC.
Он также является автором исследований в области изучения процессов абсолютно точного измерения скорости света и лазерной спектроскопии с высокой разрешающей способностью в беспрецедентной точности. Разработал метод измерения абсолютной частоты светового колебания и метод нелинейной флюоресценции (1970). Открыл столкновительное сужение спектральной линии. Его часто называли «восточным Эйнштейном» и «отцом» лазера. Изобретения и открытия ученого широко применяются в медицинских и информационно-компьютерных технологиях.
Член Национальной академии наук США, Американской академии наук и искусств. Почетный член Триестского фонда по продвижению науки. Профессор Института Технологии в штате Массачусетс (MTI; г. Кембридж, США). Награждён одной из высших наград в научном мире «Премией Альберта Эйнштейна» и «Медалью Фредерика Айвса» Оптического общества Америки.
Занимал двенадцатую строчку в «Списке ста ныне живущих гениев», составленном газетой The Daily Telegraph по результату опроса по электронной почте 4000 респондентов.